# Marizy-Sainte-Geneviève
Marizy-Sainte-Geneviève település Franciaországban, Aisne megyében. Lakosainak száma 127 fő (2022. január 1.). Marizy-Sainte-Geneviève Chouy, La Ferté-Milon, Macogny, Marizy-Saint-Mard, Noroy-sur-Ourcq, Passy-en-Valois és Troësnes községekkel határos.

## Népesség
A település népességének változása:
| Lakosok száma | 167  | 114  | 98   | 135  | 130  | 131  | 130  | 133  | 131  | 127  |
|               | 1968 | 1982 | 1990 | 2006 | 2013 | 2015 | 2017 | 2019 | 2020 | 2022 |